# Фрейманис, Андрей
Андрей(с) Роберт(с) Фрейманис (латыш. Andrejs Freimanis;) — офицер Латышского добровольческого легиона СС (командир 13 роты 44 полка 19 пд СС) и латвийской армии. Кавалер целого ряда военных наград Третьего рейха, в том числе, 1-й и 2-й степени Железного креста, Немецкого креста в золоте. Последняя высшая награда Рыцарский крест Железного креста, которым Фрейманис был награждён за бои во время обороны Курляндского котла, но не смог получить вовремя, была торжественно вручена[кем?] в 1993 году в актовом зале Технического университета Латвии, приняв награду, Фрейманис отсалютовал: «Хайль Гитлер»!.
На церемонии похорон присутствовал национальный оркестр вооруженных сил Латвии.